# خانه سید مهدی بلادی
خانه سید مهدی بلادی مربوط به دوره قاجار است و در بوشهر، محله بهبهانی، واقع در شمال شهر واقع شده و این اثر در تاریخ ۲۵ اسفند ۱۳۷۹ با شمارهٔ ثبت ۳۶۴۲ به‌عنوان یکی از آثار ملی ایران به ثبت رسیده است.